# Wniezapnoje
Wniezapnoje (ros. Внезапное) – wieś (ros. деревня, trb. dieriewnia) w zachodniej Rosji, w sielsowiecie wiktorowskim rejonu korieniewskiego w obwodzie kurskim.

## Geografia
Miejscowość położona jest nad rzeką Blachowiec, 1,5 km od centrum administracyjnego sielsowietu wiktorowskiego (Wiktorowka), 19 km od centrum administracyjnego rejonu (Korieniewo), 106 km od Kurska.

## Demografia
W 2010 r. miejscowość zamieszkiwało 245 osób.